# سوسن بابایی
سوسن بابایی (زادهٔ ۱۹۵۴) تاریخ‌نگار هنر و نمایشگاه‌گردان اهل ایران است. او بیشتر به‌واسطهٔ آثار خود در زمینهٔ هنر ایرانی و هنر اسلامی در اوایل دوران مدرن شناخته شده‌است. او نوشته‌های زیادی پیرامون هنر و معماری دودمان صفویان منتشر کرده‌است. پژوهش‌های او دارای رویکرد چندرشته‌ای است و موضوعاتی نظیر شهرگرایی، مطالعهٔ امپراتوری‌ها، بصری‌سازی فرافرهنگی، و مفاهیم بیگانه‌گرایی را مورد بررسی قرار می‌دهد.
بابایی به‌عنوان نمایشگاه‌گردان بر روی نمایشگاه‌هایی در موزه هنر هاروارد (۲۰۱۰)، موزه هنر دانشگاه میشیگان (هنر نصبی؛ ۲۰۰۲–۲۰۰۶) و موزه هنر کالج اسمیت نیز کار کرده‌است.
وی در ایجاد مجموعه ایده ایران با بنیاد سودآور همکاری کرده است.